# Paul Rauert
Hans Paul Ludwig Rauert (* 14. August 1863 in Hamburg; † 26. Februar 1938 ebenda) war ein deutscher Rechtsanwalt, Kunstsammler und -mäzen. Er förderte zusammen mit seiner Frau Martha besonders die Dresdner Künstlergruppe Brücke. Die Sammlung Martha und Paul Rauert gehört zu den Expressionisten-Sammlungen der ersten Stunde.

## Leben und Wirken
Paul Rauert war der Sohn des hamburgischen Kaufmanns Georg Gustav Rauert. Seine Schwester Marianne heiratete 1883 Albert Ballin. Rauert promovierte 1887 in Jena in Rechtswissenschaften und eröffnete zwei Jahre später mit Richard Robinow eine Sozietät am Neuen Wall in Hamburg. Alfred Lichtwarks 1889 ausgerichtete Ausstellung von Max Klingers grafischem Werk in der Hamburger Kunsthalle führte zu Rauerts Begeisterung für die Bildende Kunst. Klingers Grafik Phantasie und Künstlerkind aus dem Jahre 1881 legte den Grundstein zu seiner Sammlung. 1895 heiratete er Martha Rodatz (1869–1958), die seine Kunstbegeisterung teilte. 1905 konnte er neben seiner Anwaltstätigkeit Gesellschaftsanteile der Hanseatischen Acetylen Werke erwerben.

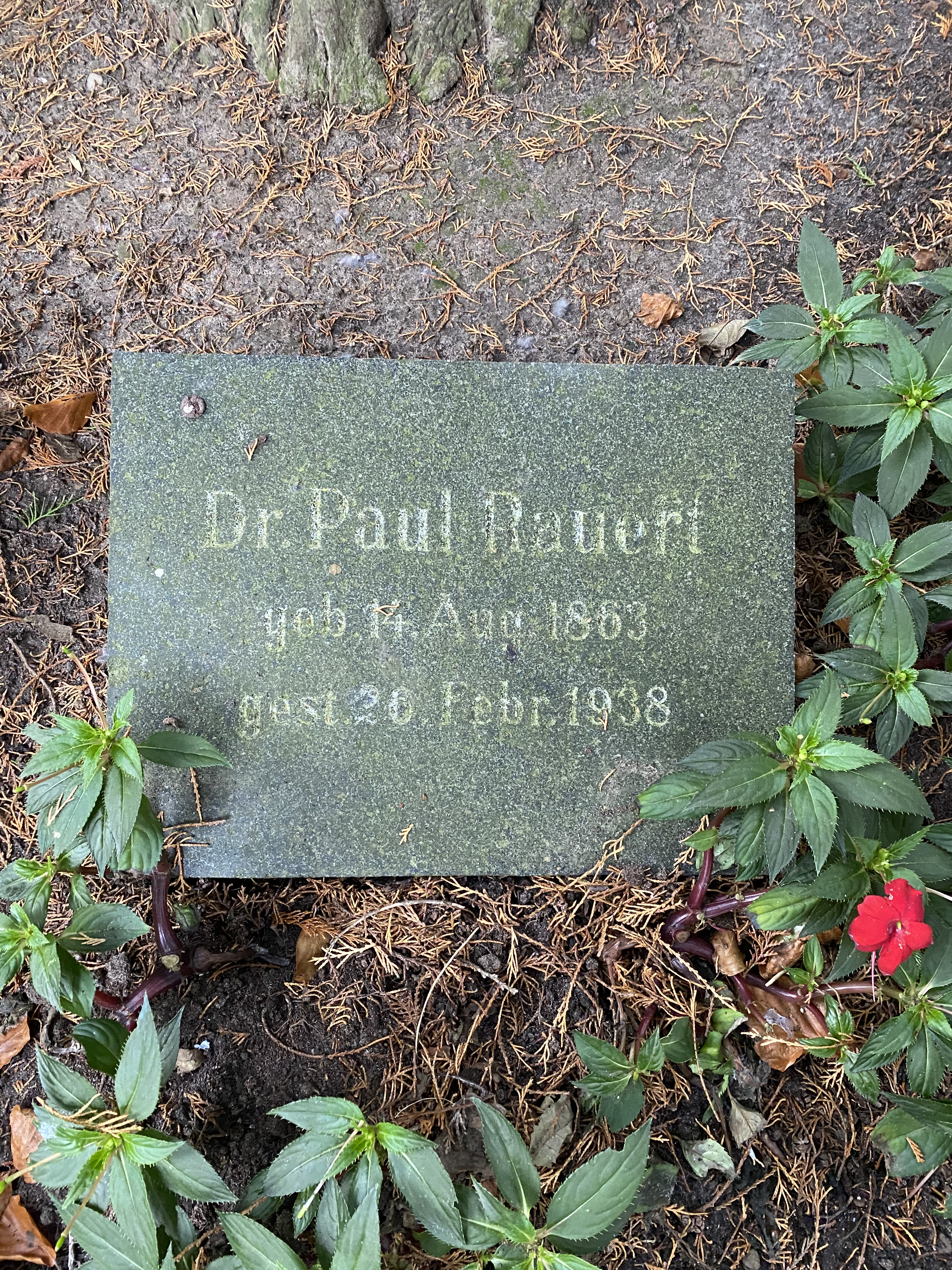
Kissenstein in der Familiengrabstätte

Zusammen mit seiner Frau Martha Rauert, dem Hamburger Landgerichtsdirektor Gustav Schiefler und der Kunsthistorikerin Rosa Schapire war er Käufer der expressionistischen Werke der Brücke, und ab 1907 war seine Frau wie Schiefler und Schapire passives Mitglied der Künstlergruppe, um sie finanziell zu unterstützen. In diesem Jahr hatten die Rauerts Emil Nolde kennengelernt. Mehr als 200 Werke der Brücke-Künstlern trugen sie im Laufe der Zeit zusammen. 1911 entstand ein Porträt des Mäzens, gemalt von Karl Schmidt-Rottluff.
Neben den Favoriten Nolde und Schmidt-Rottluff wurde die Sammlung Rauert um Werke von Ernst Ludwig Kirchner, Erich Heckel und Paula Modersohn-Becker erweitert. Nach Carl Georg Heise war das Ehepaar Rauert auch Munch-Graphik-Sammler grossen Stils. Um 1920 kamen zwei Künstler der neuen Generation hinzu: Franz Radziwill und Walter Gramatté. Einige Plastiken von Ernst Barlach aus den frühen 1930er Jahren waren die letzten Erwerbungen des Ehepaars.
Paul Rauert verstarb im Alter von 74 Jahren in seiner Geburtsstadt und wurde in der Familiengrabstätte auf dem Nienstedtener Friedhof beigesetzt. 
Martha Rauert gelang es zwar, nach dem Tode ihres Mannes die gemeinsame Sammlung über die Zeit des Nationalsozialismus und des Zweiten Weltkriegs zu bewahren, doch erweitern konnte sie sie nicht mehr und war zu ihrem Lebensunterhalt auf Verkäufe angewiesen, unter anderem an Hildebrand Gurlitt. In den 1950er Jahren musste sie sich von Radziwills Gemälden und von Schmidt-Rottluffs Druckgrafik trennen. Ein stattliches Konvolut an Bildern ist jedoch noch in Familienbesitz.

## Rezeption
Die Ausstellung Picasso, Beckmann, Nolde und die Moderne. Meisterwerke aus frühen Privatsammlungen in Hamburg vom 23. März bis 17. Juni 2001 in der Hamburger Kunsthalle wies auf die Wichtigkeit von Privatsammlern für die Entwicklung der modernen Kunst in Deutschland hin. In Hamburg engagierten sich zu Beginn des 20. Jahrhunderts neben Ernst Rump und Oscar Troplowitz Persönlichkeiten wie der Richter Gustav Schiefler, das Ehepaar Martha und Paul Rauert oder der Kaufmann Max Leon Flemming. Weitgehend unabhängig von Alfred Lichtwark, dem ersten Direktor der Hamburger Kunsthalle, der impressionistische Gemälde für das Museum erwarb, statteten die Kunstsammler ihre Sammlungen mit eigenständigem Charakter aus.